# Omphale obscura
Omphale obscura is een vliesvleugelig insect uit de familie Eulophidae. De wetenschappelijke naam is voor het eerst geldig gepubliceerd in 1997 door Hansson.